# Аника (певица)
Ани́ка (англ. Aneka, /əˈniːkə/; наст. имя: Mary Sandeman; род. 20 ноября 1954) — шотландская певица.
Выступала в жанре народной музыки (под своим настоящим именем Мэри Сандеман), а в 1981 году под псевдонимом Аника поднялась на 1 место британского синглового чарта с поп-песней «Japanese Boy», которую Джастин Кантор на сайте AllMusic называет «уникальным слиянием нововолновых гитар и синтезаторных и дисковых ритмов». В том же 1981 году выпустила поп-альбом Aneka, в котором были как песни с восточноазиатскими мотивами, как в «Japanese Boy», так и совсем другие: например, старомодная «Ooh Shooby Doo Doo Lang», «Ahriman» с ближневосточными мотивами, а также три поп-баллады: «Tu-Whit Tu-Whoo», «Put Out the Light» и «Be My Only Karma».

## Дискография

### Синглы
| Год  | Название                  | Чарты | Чарты | Чарты | Чарты | Чарты | Чарты | Чарты | Чарты | Чарты    |
| Год  | Название                  | UK    | AUS   | AUT   | CAN   | DEU   | NOR   | SVE   | SUI   | US Dance |
| ---- | ------------------------- | ----- | ----- | ----- | ----- | ----- | ----- | ----- | ----- | -------- |
| 1981 | «Japanese Boy»            | 1     | 57    | 4     | 42    | 3     | 4     | 1     | 1     | 15       |
| 1981 | «Little Lady»             | 50    | —     | 7     | —     | 10    | —     | 14    | —     | —        |
| 1982 | «Ooh Shooby Doo Doo Lang» | —     | —     | 8     | —     | 18    | —     | —     | —     | —        |
| 1982 | «I Was Free»              | —     | —     | —     | —     | —     | —     | —     | —     | —        |
| 1983 | «Heart to Beat»           | —     | —     | —     | —     | —     | —     | —     | —     | —        |
| 1984 | «Rose, Rose, I Love You»  | —     | —     | —     | —     | —     | —     | —     | —     | —        |

### Студийный альбом
| Название | Подробная информация об альбоме           | Пиковые позиции в чартах | Пиковые позиции в чартах |
| Название | Подробная информация об альбоме           | FIN                      | SWE                      |
| -------- | ----------------------------------------- | ------------------------ | ------------------------ |
| Аneka    | - Дата выхода: 8 июня 1981 - Лейбл: Hansa | 11                       | 19                       |

| 1981 | Aneka | — | 19 |